# Marguerite Gachet
Marguerite Gachet (Parigi, 1869 – 8 novembre 1949) è stata una modella francese.

## Biografia

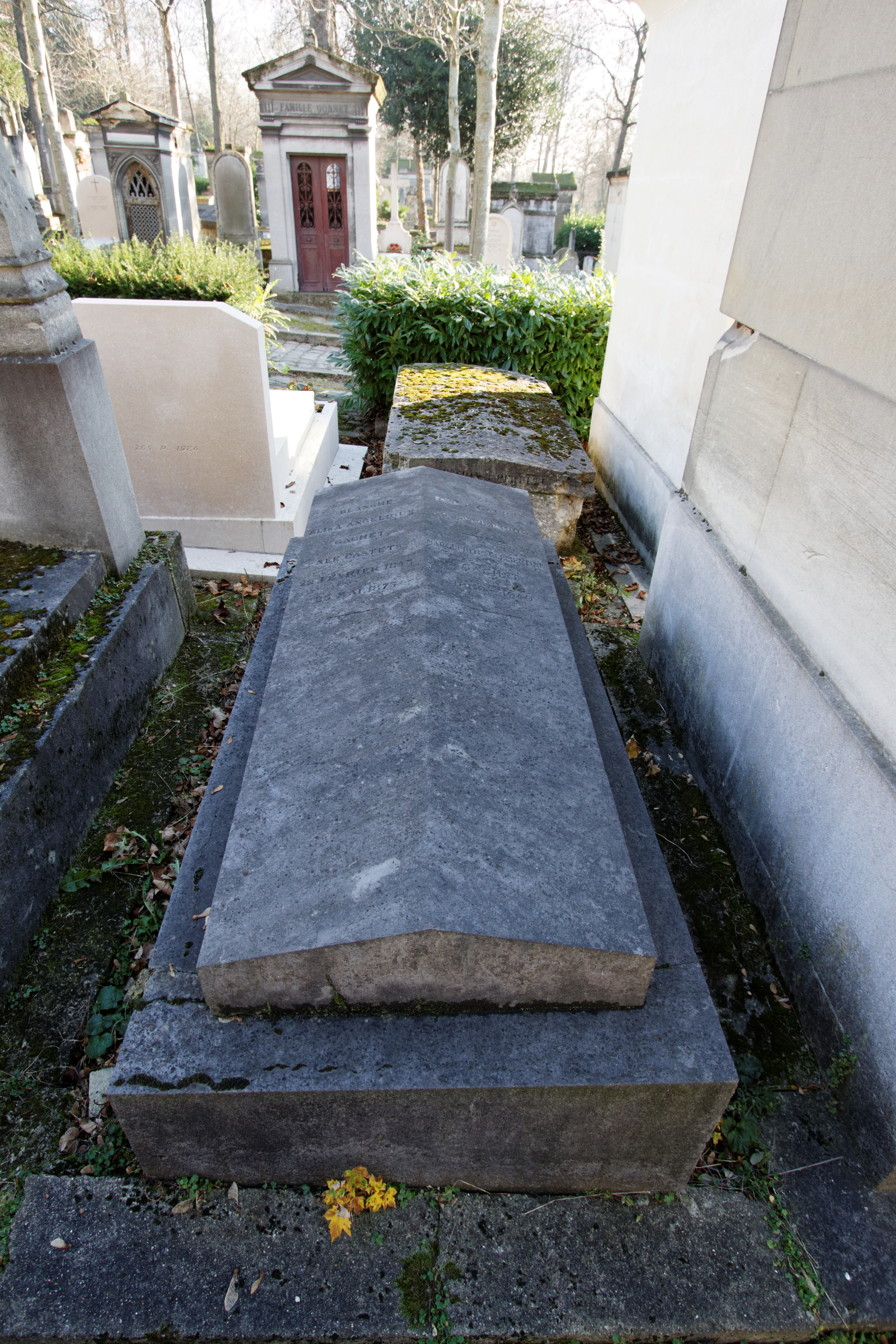
Tomba di Marguerite Gachet

Marguerite era figlia del dottor Paul-Ferdinand Gachet, amico di Vincent van Gogh . Ebbe un fratello più giovane, Paul-Louis, nato nella nuova proprietà di famiglia, ad Auvers-sur-Oise. Vide van Gogh per la prima volta a 19 anni. 
Nel 1890, ventunenne, fu ritratta in due tele di van Gogh: Marguerite Gachet al piano e Marguerite Gachet nel giardino.  La data della prima è certa, perché essa viene descritta dettagliatamente da Van Gogh in una lettera spedita quell'anno a suo fratello Theo. Il dottor Gachet conservò entrambi i dipinti, che rimasero a lungo presso la sua famiglia, per poi essere donati l'uno al Kunstmuseum di Basilea e l'altro al Museo d'Orsay di Parigi, nel 1954.
Marguerite non si sposò mai. Morì nel 1949 e fu sepolta al Père-Lachaise di Parigi.